# Жан де Бросс
Жан де Бросс (Jean de Brosse) (1375/1400, замок Юрьель — июнь 1433, замок Буссак) — сеньор Буссака, Сент-Севера и Юриэля, маршал Франции с 14 июля 1426 г. Иногда авторами хроник упоминается как маршал де Буссак или маршал де Сент-Север.

## Биография
Сын Пьера II, виконта де Бросс, сира де Сент-Север и де Буссак (ум. 1422), и Маргариты де Мальваль, дамы де Мальваль (ум. 1443).
Во многих источниках указан год рождения 1375. Однако во французском исследовании "Bulletin monumental" (т. 47) женитьба его родителей отнесена к временному промежутку 1375—1400 годов. Если учесть, что Маргарита де Мальваль умерла в 1443 году, а сам Жан де Бросс женился только в 1419 году, то вероятнее всего, родился он ближе к 1400 году.
В хронике от 31 марта 1423 г. упоминается как командир отряда в 100 человек в армии графа де Сансера. Затем — на службе коннетабля Артура де Ришмона (1395—1458). С 14 июля 1426 г. маршал Франции. Одновременно с ним маршалами Франции были Пьер де Риё (1417—1439), Амори де Северак (1421—1427), Жильбер Мотье де Ла Файетт (1420—1462), Жиль де Рец (1428—1440)
Подозревается в том, что его люди 12 июня 1427 г. в Пуатье убили Ле Камю де Больё — фаворита короля Карла VII.
Участвовал в «Битве селёдок» 12 февраля 1428 г., в ходе которой английский губернатор Мэна и Анжу Джон Фастольф разбил французское войско, захватил Божанси и осадил Орлеан. Вместе со своим кузеном Луи де Кюланом сопровождал Жанну д’Арк, номинально возглавляя французскую армию, которой фактически командовала Дева, и 8 мая осада была снята.
Вместе с бретонским сеньором Тугдуалем де Кормоисаном (Tugdual de Kermoysan) участвовал в освобождении Жарго, Мёна, Божанси, в битве при Пате (Patay) 18 июня 1429 г. и последующих боях с англичанами и бургундцами. Освободил Компьень 28 октября 1430 г.
В начале 1432 года в Руане находился юный английский король Генрих VI. Французские отряды, которыми командовали де Буссак, де Фуко, де Фонтенн, де Муи и прочие, собрав свыше 600 человек, подошли к Руану на лье, спрятавшись в лесу. Им предоставлялась отличная возможность захватить город. Монстреле пишет:
```
 «Тем не менее они не хотели ничего делать, так как начали спорить друг с другом, чтобы оговорить себе наибольшую часть из трофея, каковой не был еще получен. И по этой причине возвратились назад, и не пошли далее, и оставили своих людей в опасности».
```

Жан де Бросс умер в 1433 г. от болезни, оставив после себя кучу долгов, возникших из-за того, что на свои средства нанимал войско. Эти долги были выплачены только после того, как король своим постановлением ввёл в его бывших владениях специальный налог.
Жан де Бросс с 1419 г. был женат на Жанне де Найллак, дочери виконта де Бридье, племяннице Филибера де Найллака (Philibert de Naillac) — великого магистра Родосского ордена (1396—1421).
Дети:
- Жан II де Бросс (1423—1482), граф де Пентьевр.
- Маргарита, жена Жермена де Вивонна, сеньора д’Анвиля
- Бланш, первая жена Жана IV де Руа, сеньра де Мюре и де Бюзанси.

В завещании Жан де Бросс назначил опекуном своих несовершеннолетних детей адмирала Луи де Кюлана как соратника и близкого родственника. Однако их захватила его мать Маргарита де Мальваль и увезла в замок Мальваль. И только королевским решением в январе 1435 года детей отдали под опеку де Кюлана.